# 何君誠
何君誠（英語：Quinn Ho Kwan Shing，1983年8月27日—），曾用藝名「塗俊」，前香港無綫電視經理人合約藝員，曾為無綫電視力捧小生之一。

## 背景
何君誠曾就讀香港道教聯合會石圍角小學，畢業於棉紡會中學（2000年中五）。期間曾經參加《yes!》校花校草選舉和香港專業教育學院。2008年，他参選香港先生，入选12强，後加入無綫電視成為旗下合约藝員。
2013年7月當播出的重頭劇《衝上雲霄II》及2015年4月播出的重頭劇《以和為貴》中所演的角色，是他入行後最多戲份的，亦是劇中的男配角。2015年5月起拍攝處境喜劇《愛·回家》擔任第三男主角，戲份頗重。
近年曾為無綫電視監製林志華的常用演員，2018年4月底與無綫電視結束合約，現轉赴內蒙古自治區滿洲里開牧場及旅館。

## 演出作品

### 電視劇（無綫電視）
| 年份   | 劇名             | 角色                | 性質       |
| 2009年 | 古靈精探B        | 林嘉希              | 單元角色   |
| 2009年 | 巴不得爸爸...    | 客人（第4集）、阿根 | 閒角       |
| 2010年 | 老公万岁         | 酒吧客人            | 跑龍套     |
| 2010年 | 搜下留情         | 郭嘉伟              | 男配角     |
| 2010年 | 掌上明珠         | 藍忠邦              | 閒角       |
| 2010年 | 女人最痛         | 模特                | 跑龍套     |
| 2011年 | 怒火街头         | 羅秉晞              | 單元角色   |
| 2011年 | 女拳             | 报社记者            | 跑龍套     |
| 2011年 | 真相             | Alex                | 單元角色   |
| 2011年 | 荃加福祿壽探案   | 文峰                | 跑龍套     |
| 2012年 | On Call 36小時   | 藍劍偉              | 閒角       |
| 2012年 | 飛虎             | 郭德偉              | 男配角     |
| 2012年 | 雷霆掃毒         | 张玉树              | 閒角       |
| 2012年 | 天梯             | 勝仔                | 閒角       |
| 2012年 | 護花危情         | 喬家保鑣            | 閒角       |
| 2012年 | 法网狙击         | 易会友              | 單元角色   |
| 2013年 | 戀愛季節         | 江浩林              | 單元角色   |
| 2013年 | 好心作怪         | 超                  | 閒角       |
| 2013年 | 女警愛作戰       | 陳居禮              | 閒角       |
| 2013年 | 衝上雲霄II       | 雍少雄（Hero）      | 男配角     |
| 2013年 | 情逆三世緣       | 趙虎                | 男配角     |
| 2013年 | 神鎗狙擊         | 吳其臻（John）      | 閒角       |
| 2013年 | 法外風雲         | 侍應                | 跑龍套     |
| 2013年 | On Call 36小時II | 麥英祺              | 閒角       |
| 2013年 | My盛Lady         | 黃龍                | 單元角色   |
| 2014年 | 叛逃             | 何年                | 跑龍套     |
| 2014年 | 廉政行動2014     | 邵梓弘（Eric）      | 單元角色   |
| 2014年 | 寒山潛龍         | 西门正              | 閒角       |
| 2014年 | 使徒行者         | 醫生                | 閒角       |
| 2014年 | 再戰明天         | 順潮                | 閒角       |
| 2014年 | 飛虎II           | 郭德偉              | 男配角     |
| 2014年 | 醋娘子           | 上官文              | 男配角     |
| 2015年 | 以和為貴         | 游西湖              | 男配角     |
| 2015年 | 愛·回家 (第二輯) | 方嘉尚（Billy）     | 第二男主角 |
| 2016年 | 鐵馬戰車         | 教練                | 客串       |
| 2016年 | 致命復活         | 導遊領隊            | 客串       |
| 2016年 | 流氓皇帝         | 標                  | 客串       |
| 2017年 | 我瞞結婚了       | 羅振青（Ben）       | 男配角     |
| 2017年 | 踩過界           | 陸加一              | 男配角     |
| 2018年 | 果欄中的江湖大嫂 | 林志裘              | 男配角     |
| 2018年 | 兄弟             | 石東升（Stone）     | 男配角     |
| 2018年 | 是咁的，法官閣下 | 張Sir               | 客串       |

### 電視劇（亞洲電視）
| 年份   | 劇名     | 角色   | 性質   |
| 2007年 | 激流青春 | 蘇海生 | 男主角 |

### 電影
- 2010年：抱抱俏佳人 饰 浴袍新郎
- 2010年：72家租客 饰 Laughing手下
- 2011年：Laughing Gor之潛罪犯 饰 黑警探員

### 旁述
- 2016年：2016 WDSF世界體育舞蹈大獎賽

### 綜藝節目
- 2014年：瘋狂夏水禮
- 2015年：超強選擇1分鐘
- 2016年：夢想車華
- 2016年：Sunday好戲王
- 2016年：夜宵磨 第三輯
- 2017年：星級超常任務（星級健康4之gogreen碳世界）
- 2017年：最緊要好玩
- 2017年：社企打工王II
- 2017年：瘋狂夏水禮2017
- 2018年：大玩特玩

### 廣告
- 2015年：Natur Vital 防脫髮洗頭水

## 軼聞
- 2011年，何君誠曾被賊人偷去一輛Suzuki的電單車，事後他無法尋回。[6]
- 2015年3月20日，他在荃灣荃錦公路大橋村的寓所內看閉路電視，揭發3名竊賊偷車。其後他報警，協助警方在數百米外的荃錦公路拘捕賊人。[7]